# Casa-fàbrica Garriga
La casa-fàbrica Garriga és un conjunt d'edificis situats als carrers del Rec Comtal, 6 i d'en Cortines, 15 de Barcelona, dels quals el primer està catalogat com a bé amb elements d'interès (categoria C).

## Història
Els Peresteve foren una nissaga d'armers de Ripoll que van prosperar sota la dinastia borbònica. El 1715, l'intendent José Patiño va concedir permís a Joan Peresteve «[…] para que pueda fabricar y trabajar cañones de fusil […] dentro de la presente ciudad de Barcelona para que los barrene con el agua del Riego de la Acequia Real y Condal sin que pueda hacer perjudicio en dicho Riego sus molinos y tierras.» El 1719, aquest va adquirir en subhasta pública unes cases amb hort al costat del Rec Comtal, i el 1720 feia servir el molí de barrenar canons per a esmolar sabres de nobles i oficials.
A la seva mort el 1737, el succeí el seu fill Climent Peresteve i Sivilla, que fou armer reial de Felip V i el 1762, arran de la Guerra Fantàstica contra Anglaterra i Portugal, fabricà moltes armes, entre elles canons. El 1787, el seu fill Joan Pau Peresteve i Bofill va demanar permís per a construir quatre casetes de planta baixa i dos pisos al carrer d'en Cortines, a l'hort darrere de la seva casa del carrer del Rec Comtal, on el 1790 va demanar permís per a fer-hi reformes. Va morir el 1801 i fou succeït per la seva vídua Esperança Alier i Bernet, que el 1829 va demanar permís per a reparar-ne la tortugada.
El 1851, els seus marmessors vengueren la finca en subhasta pública, i la meitat occidental fou adquirida pel fabricant de teixits de seda Josep Garriga i Mestres. Aquest va fer construir un nou edifici al carrer del Rec Comtal, 6, segons el projecte del mestre d'obres Felip Ubach, que el 1861 s'encarregaria també de l'edifici del carrer d'en Cortines, 15. El 1857, Garriga compartia les instal·lacions amb Gaietà Huguet, i el 1863, amb Josep Bover i Coll:  «Rech Condal, 6. Fábrica de tejidos de seda y lana de José Garriga. Tejidos de seda, en especial pañolería de seda negra y varias novedades. Fábrica de tejidos de José Bover y Coll. Tejidos de lana y algodon. Pañolería de lana pura, de lana y algodon, mezcla de todos tamaños y precios. Expediciones.» Bover va morir l'any següent, i poc després, es posaven en subhasta 17 telers de Jacquard i els espais en lloguer.

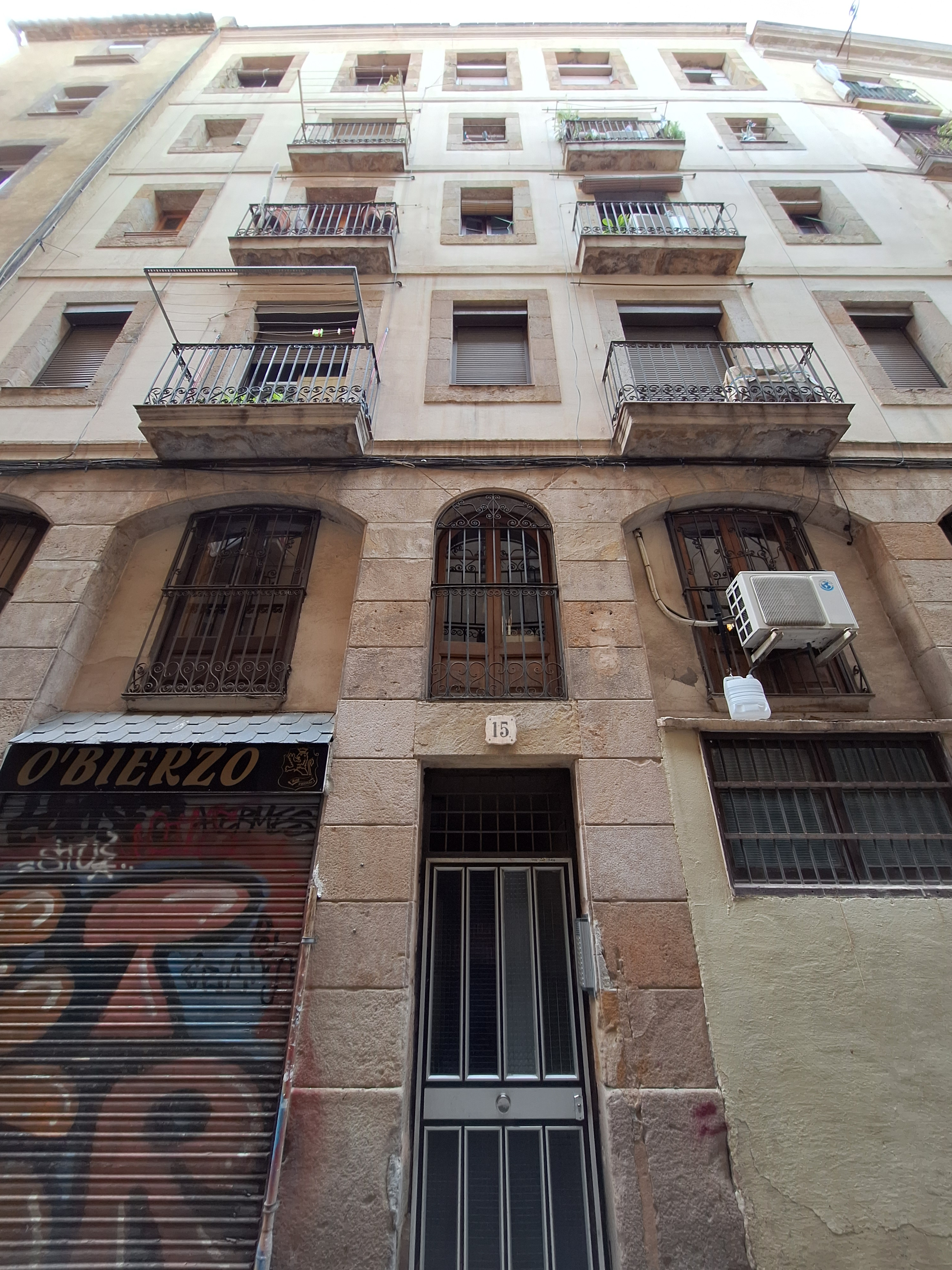
Façana del carrer d'en Cortines, 15

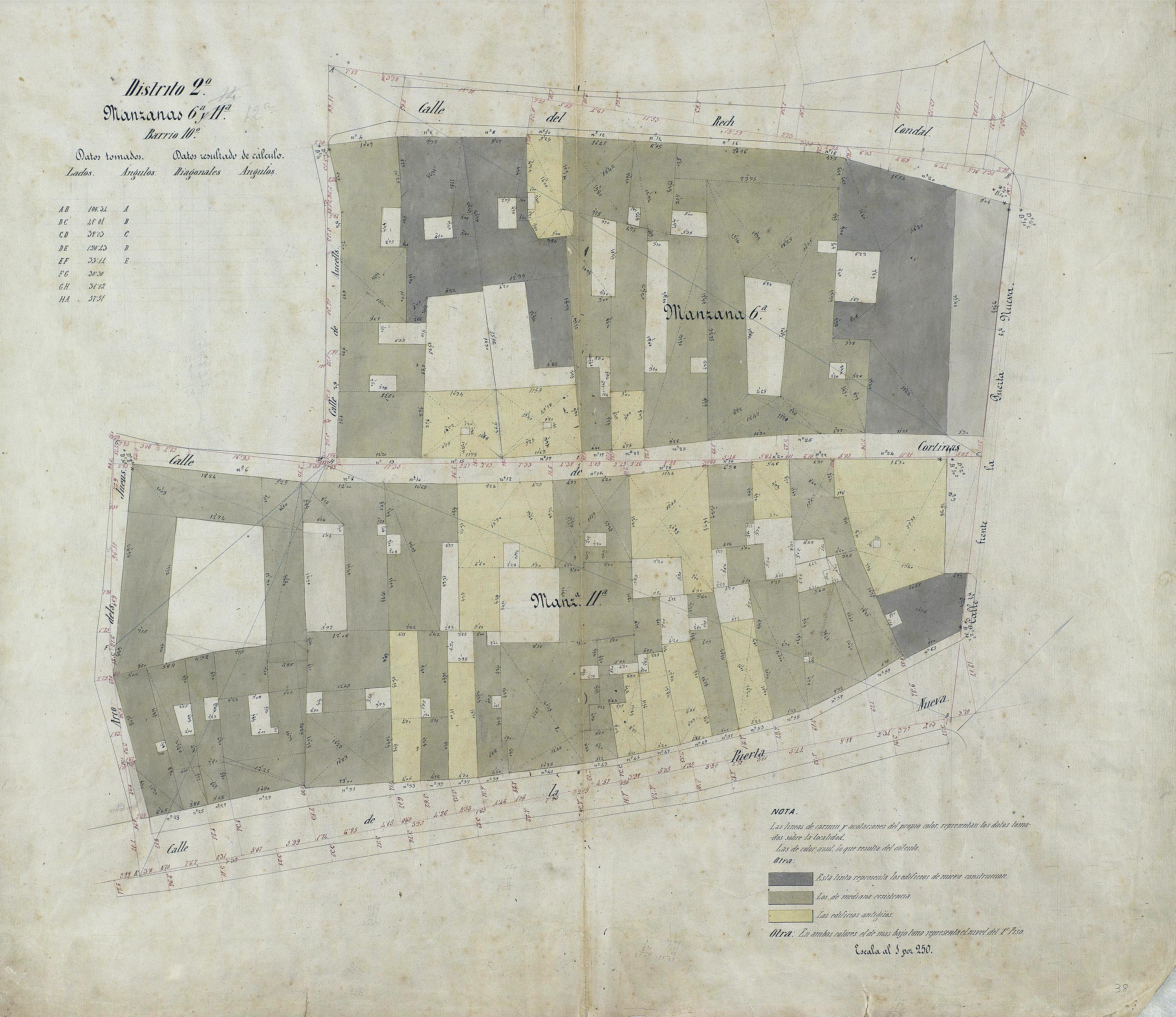
Quarteró núm. 38 de Garriga i Roca (c. 1860)

## Descripció
L'edifici del carrer del Rec Comtal consta de planta baixa i cinc pisos (el darrer fruit d'una remunta posterior), cobert amb terrat. La façana s'estructura en tres eixos verticals d'obertures de linda plana, amb balcó corregut al primer pis i individuals a la resta (excepte al cinquè, que no en té), amb dimensions decreixents amb l'alçada. Hi ha impostes a nivell dels balcons del primer i quart pis, i el parament és d'especejament horitzontal als baixos i d'estuc llis a la resta, amb gerros, flors i sanefes d'estil isabelí fets en terracota.
L'edifici del carrer d'en Cortines consta de planta baixa, entresol i quatre pisos. La façana s'estructura en cinc eixos d'obertures, d'arc rebaixat a la planta baixa i entresol (unificats amb un parament d'especejament horitzontal), i de linda als pisos, on hi ha alternança de finestres i balcons (excepte el darrer, que no en té).